# Colasposoma laticorne
Colasposoma laticorne é uma espécie de escaravelho de folha da República Democrática do Congo, descrito por J. Thomson em 1858.